# Личный чемпионат России по спидвею
Личный чемпионат России по спидвею — соревнование среди лучших спидвейных гонщиков России. Первый личный чемпионат России был проведён в 1960 году в городе Майкопе. Его победителем стал уфимец Игорь Плеханов.

## Медалисты
| Год  | Место финала                  | Победитель                        | Второе место                      | Третье место                    |
| 1960 | Майкоп                        | Игорь Плеханов (Уфа)              | Борис Самородов (Уфа)             | Всеволод Нерытов (Москва)       |
| 1961 | Майкоп                        | Игорь Плеханов (Уфа)              | Борис Самородов (Уфа)             | Фарит Шайнуров (Уфа)            |
| 1962 | Краснодар                     | Игорь Плеханов (Уфа)              | Леонид Дробязко (Уфа)             | Фарит Шайнуров (Уфа)            |
| 1963 | Уфа                           | Юрий Чекранов (Уфа)               | Леонид Дробязко (Уфа)             | Владимир Коваленко (Салават)    |
| 1964 | Балаково                      | Лев Краев (Уфа)                   | Раиль Сафаров (Уфа)               | Владимир Корнев (Салават)       |
| 1965 | Новосибирск                   | Лев Краев (Уфа)                   | Фарит Шайнуров (Уфа)              | Вячеслав Дубинин (Новосибирск)  |
| 1966 | Балаково                      | Фарит Шайнуров (Уфа)              | Вячеслав Дубинин (Новосибирск)    | Лев Краев (Уфа)                 |
| 1967 | Салават                       | Владимир Корнев (Салават)         | Владимир Соколов (Салават)        | Борис Цеханович (Балаково)      |
| 1968 | Салават                       | Владимир Корнев (Салават)         | Владимир Кононович (Салават)      | Борис Бурляев (Тольятти)        |
| 1969 | Тольятти                      | Юрий Дубинин (Новосибирск)        | Александр Павлов (Владивосток)    | Владимир Гордеев (Балаково)     |
| Год  | Место финала                  | Победитель                        | Второе место                      | Третье место                    |
| 1970 | Омск                          | Николай Аксёнов (Кемерово)        | Александр Павлов (Владивосток)    | Анатолий Миронов (Балаково)     |
| 1971 | Балаково                      | Валерий Гордеев (Балаково)        | Владимир Заплешный (Владивосток)  | Виктор Калмыков (Балаково)      |
| 1972 | Балаково                      | Владимир Гордеев (Балаково)       | Николай Дубровин (Саратов)        | Виктор Никипелов (Балаково)     |
| 1973 | Новосибирск                   | Николай Корнев (Уфа)              | Владимир Пазников (Новосибирск)   | Виктор Калмыков (Балаково)      |
| 1974 | Балаково                      | Виктор Никипелов (Балаково)       | Александр Миклашевский (Балаково) | Виктор Кубанов (Балаково)       |
| 1975 | Уфа                           | Михаил Старостин (Уфа)            | Владимир Гордеев (Балаково)       | Валерий Гордеев (Балаково)      |
| 1976 | Владивосток                   | Владимир Гордеев (Балаково)       | Михаил Старостин (Уфа)            | Владимир Нестеров (Владивосток) |
| 1977 | Балаково                      | Валерий Гордеев (Балаково)        | Виктор Калмыков (Балаково)        | Олег Рахимов (Уфа)              |
| 1978 | Тольятти                      | Сергей Денисов (Балаково)         | Виктор Кузнецов (Новосибирск)     | Владимир Гордеев (Балаково)     |
| 1979 | Омск                          | Александр Миклашевский (Балаково) | Сергей Денисов (Балаково)         | Александр Халявин (Уфа)         |
| Год  | Место финала                  | Победитель                        | Второе место                      | Третье место                    |
| 1980 | Балаково                      | Александр Миклашевский (Балаково) | Владимир Клычков (Новосибирск)    | Сергей Денисов (Балаково)       |
| 1981 | Тольятти                      | Михаил Старостин (Уфа)            | Виктор Кузнецов (Новосибирск)     | Сергей Денисов (Балаково)       |
| 1982 | Балаково                      | Виктор Кузнецов (Новосибирск)     | Михаил Старостин (Уфа)            | Владимир Клычков (Новосибирск)  |
| 1983 | Омск                          | Риф Саитгареев (Уфа)              | Николай Корнев (Уфа)              | Валерий Гордеев (Балаково)      |
| 1984 | Уфа                           | Риф Саитгареев (Уфа)              | Айрат Файзуллин (Октябрьский)     | Владимир Клычков (Новосибирск)  |
| 1985 | Новосибирск                   | Михаил Старостин (Уфа)            | Ринат Марданшин (Октябрьский)     | Владимир Клычков (Кемерово)     |
| 1986 | Тольятти                      | Михаил Старостин (Уфа)            | Валерий Гордеев (Балаково)        | Риф Саитгареев (Уфа)            |
| 1987 | Черкесск                      | Михаил Старостин (Уфа)            | Риф Саитгареев (Уфа)              | Валерий Гордеев (Балаково)      |
| 1988 | Балаково                      | Риф Саитгареев (Уфа)              | Михаил Старостин (Уфа)            | Аркадий Кононец (Владивосток)   |
| 1989 | Черкесск                      | Ринат Марданшин (Октябрьский)     | Михаил Старостин (Уфа)            | Валерий Гордеев (Балаково)      |
| Год  | Место финала                  | Победитель                        | Второе место                      | Третье место                    |
| 1990 | Новосибирск                   | Михаил Старостин (Уфа)            | Аркадий Кононец (Владивосток)     | Ринат Марданшин (Октябрьский)   |
| 1991 | Тольятти                      | Михаил Старостин (Уфа)            | Александр Павлов (Уфа)            | Олег Волохов (Балаково)         |
| 1992 | Тольятти                      | Сергей Кузин (Балаково)           | Флюр Калимуллин (Октябрьский)     | Павел Чернов (Новосибирск)      |
| 1993 | Балаково                      | Сергей Кузин (Балаково)           | Олег Киптев (Черкесск)            | Андрей Волохов (Балаково)       |
| 1994 | Тольятти                      | Олег Кургускин (Тольятти)         | Сергей Ерошин (Тольятти)          | Григорий Харченко (Владивосток) |
| 1995 | Тольятти                      | Риф Саитгареев (Уфа)              | Ринат Марданшин (Октябрьский)     | Сергей Даркин (Тольятти)        |
| 1996 | Уфа Тольятти                  | Ринат Марданшин (Октябрьский)     | Олег Кургускин (Тольятти)         | Сергей Кузин (Тольятти)         |
| 1997 | Октябрьский                   | Ринат Марданшин (Октябрьский)     | Михаил Старостин (Октябрьский)    | Сергей Кузин (Тольятти)         |
| 1998 | Октябрьский                   | Ринат Марданшин (Октябрьский)     | Михаил Старостин (Октябрьский)    | Эдуард Шайхуллин (Октябрьский)  |
| 1999 | Октябрьский                   | Олег Кургускин (Тольятти)         | Сергей Кузин (Тольятти)           | Сергей Даркин (Тольятти)        |
| Год  | Место финала                  | Победитель                        | Второе место                      | Третье место                    |
| 2000 | Тольятти                      | Сергей Даркин (Тольятти)          | Михаил Старостин (Октябрьский)    | Эдуард Шайхуллин (Октябрьский)  |
| 2001 | Тольятти                      | Роман Поважный (Тольятти)         | Сергей Филюшин Октябрьский)       | Сергей Кузин (Тольятти)         |
| 2002 | Октябрьский Тольятти          | Сергей Даркин (Тольятти)          | Олег Кургускин (Тольятти)         | Роман Поважный (Тольятти)       |
| 2003 | Балаково                      | Олег Кургускин (Тольятти)         | Ренат Гафуров (Октябрьский)       | Сергей Даркин (Тольятти)        |
| 2004 | Тольятти                      | Олег Кургускин (Тольятти)         | Денис Гизатуллин (Октябрьский)    | Илья Бондаренко (Тольятти)      |
| 2005 | Тольятти                      | Евгений Гомозов (Тольятти)        | Семен Власов (Октябрьский)        | Денис Гизатуллин (Октябрьский)  |
| 2006 | Тольятти                      | Ренат Гафуров (Владивосток)       | Денис Гизатуллин (Октябрьский)    | Даниил Иванов (Тольятти)        |
| 2007 | Владивосток                   | Денис Гизатуллин (Октябрьский)    | Ренат Гафуров (Владивосток)       | Сергей Даркин (Балаково)        |
| 2008 | Октябрьский                   | Денис Гизатуллин (Балаково)       | Эмиль Сайфутдинов (Тольятти)      | Григорий Лагута (Владивосток)   |
| 2009 | Балаково                      | Ренат Гафуров (Владивосток)       | Роман Поважный (Балаково)         | Эмиль Сайфутдинов (Балаково)    |
| Год  | Место финала                  | Победитель                        | Второе место                      | Третье место                    |
| 2010 | Балаково Тольятти Владивосток | Артём Лагута (Владивосток)        | Григорий Лагута (Владивосток)     | Денис Гизатуллин (Балаково)     |
| 2011 | Владивосток                   | Артём Лагута (Тольятти)           | Даниил Иванов (Тольятти)          | Роман Поважный (Балаково)       |
| 2012 | Тольятти                      | Григорий Лагута (Владивосток)     | Ренат Гафуров (Владивосток)       | Артём Лагута (Тольятти)         |
| 2013 | Балаково                      | Григорий Лагута (Владивосток)     | Андрей Кудряшов (Балаково)        | Ренат Гафуров (Владивосток)     |
| 2014 | Салават                       | Григорий Лагута (Владивосток)     | Ренат Гафуров (Владивосток)       | Виталий Белоусов (Тольятти)     |
| 2015 | Тольятти                      | Андрей Кудряшов (Балаково)        | Илья Чалов (Балаково)             | Ренат Гафуров (Октябрьский)     |
| 2016 | Владивосток                   | Григорий Лагута (Владивосток)     | Андрей Кудряшов (Тольятти)        | Ренат Гафуров (Тольятти)        |
| 2017 | Октябрьский                   | Андрей Кудряшов (Тольятти)        | Ренат Гафуров (Тольятти)          | Артём Лагута (Тольятти)         |
| 2018 | Балаково                      | Андрей Кудряшов (Тольятти)        | Илья Чалов (Балаково)             | Владимир Бородулин (Балаково)   |
| 2019 | Тольятти                      | Андрей Кудряшов (Тольятти)        | Григорий Лагута (Владивосток)     | Виктор Кулаков (Октябрьский)    |
| Год  | Место финала                  | Победитель                        | Второе место                      | Третье место                    |
| 2020 | Октябрьский                   | Сергей Логачёв (Владивосток)      | Владимир Бородулин (Балаково)     | Ренат Гафуров (Тольятти)        |
| 2021 | Уссурийск                     | Сергей Логачёв (Владивосток)      | Павел Лагута (Владивосток)        | Владимир Бородулин (Балаково)   |
| 2022 | Балаково                      | Григорий Лагута (Владивосток)     | Сергей Логачёв (Владивосток)      | Павел Лагута (Владивосток)      |
| 2023 | Тольятти                      | Григорий Лагута (Владивосток)     | Сергей Логачёв (Тольятти)         | Евгений Сайдуллин (Тольятти)    |
| 2024 | Октябрьский                   | Роман Лахбаум (Тольятти)          | Виталий Котляр (Владивосток)      | Григорий Лагута (Владивосток)   |

## Статистика
- Наибольшее количество раз чемпионом России становился Михаил Старостин — 7 (1975, 1981, 1985—1987, 1990—1991).

- Лидером по общему количеству медалей также является Михаил Старостин — 14 (7 «золота», 7 «серебра»).

- 8 раз на пьедестал поднимались представители только одного города: в 1961 и 1962 годах все медали получали представители Уфы, в 1974 — Балаково, в 1998 — Октябрьского, в 1999, 2002 и 2017 — Тольятти, в 2022 — Владивостока.

- Наибольшее количество раз подряд — 3 раза — Чемпионат выигрывали Игорь Плеханов (1960—1962), Михаил Старостин — (1985—1987), Ринат Марданшин (1996—1998), Григорий Лагута (2012—2014), Андрей Кудряшов (2017—2019).

- Наибольшее количество раз подряд — 7 раз — Чемпионат выигрывали представители Уфы (1960—1966) и Тольятти (1999—2005).

- Наибольшее количество раз подряд в тройке призеров находился Михаил Старостин — 7 (1985—1991).

- Наибольшее количество раз подряд в тройке призеров находились представители Балаково — 13 (1969—1981).

- 9 гонщикам удавалось побеждать и в чемпионате РСФСР, и в чемпионате СССР/СНГ: Игорь Плеханов (1960, 1961), Фарит Шайнуров (1966), Юрий Дубинин (1969), Валерий Гордеев (1977), Владимир Гордеев, Михаил Старостин (1981), Риф Саитгареев, Виктор Кузнецов, Сергей Кузин (1992) (в скобках указаны даты «золотых дублей» — побед в обоих чемпионатах в один год, если они были).

## Медальный зачёт
| Позиция | Город       | Gold | Silver | Bronze | Всего |
| ------- | ----------- | ---- | ------ | ------ | ----- |
| 1.      | Уфа         | 19   | 13     | 6      | 38    |
| 2.      | Балаково    | 12   | 10     | 22     | 44    |
| 3.      | Тольятти    | 12   | 9      | 16     | 37    |
| 4.      | Владивосток | 11   | 11     | 6      | 28    |
| 5.      | Октябрьский | 5    | 12     | 6      | 23    |
| 6.      | Новосибирск | 2    | 5      | 4      | 11    |
| 7.      | Салават     | 2    | 2      | 2      | 6     |
| 8.      | Кемерово    | 1    |        | 1      | 2     |
| 9-10.   | Саратов     |      | 1      |        | 1     |
| 9-10.   | Черкесск    |      | 1      |        | 1     |
| 11.     | Москва      |      |        | 1      | 1     |